# Azacitidina
Azacitidina es un medicamento análogo de la citidina, un nucleósido presente en la molécula de ADN y ARN. Se emplea en el tratamiento del síndrome mielodisplásico.

## Indicaciones
Su utilización está indicada en el tratamiento del síndrome mielodisplásico, la leucemia mielomonocítica crónica y la leucemia mieloide aguda.

## Mecanismo de acción
No es totalmente conocido, el medicamento es un antimetabolito análogo de la citidina que se incorpora a las moléculas de ADN y ARN, interfiriendo de alguna forma el proceso de activación y desactivación de genes y la producción de nuevo ADN, lo cual de alguna forma corrige los problemas de maduración de las células sanguíneas en la médula ósea.

## Efectos secundarios
Los efectos secundarios más frecuentes son de tipo hematológico, incluyendo anemia, disminución del nivel de plaquetas (trombocitopenia) con propensión a las hemorragias y disminución de leucocitos (leucopenia) lo que facilita las infecciones. Se ha identificado “derrame pericárdico” como nueva reacción adversa asociada a la administración de azacitidina con frecuencia de aparición “frecuente” (entre el 1 y el 10% de los pacientes tratados).